# Arne Duncan
Arne Duncan, född 6 november 1964 i Chicago, Illinois, är en amerikansk politiker inom demokraterna. Duncan var USA:s utbildningsminister mellan 20 januari 2009 och 2 januari 2016 i Obamas kabinett. Han ersattes av John King Jr. Duncan var verkställande direktör för staden Chicagos offentliga skolsystem 2001-2009.
Duncan avlade kandidatexamen i sociologi vid Harvard University 1987.